# Jan Oster

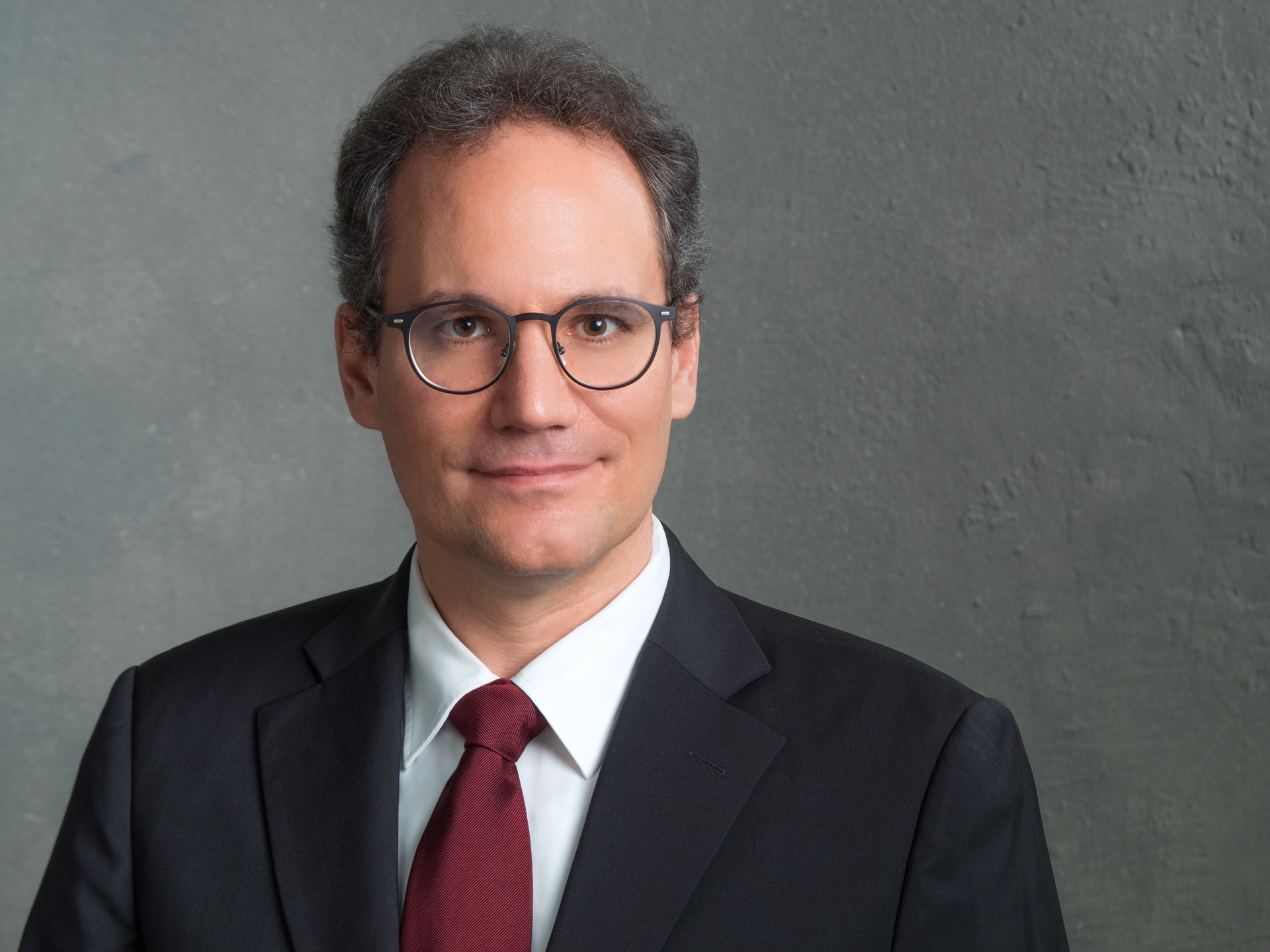
Jan Oster (2022)

Jan Oster (* 1978 in Bendorf) ist ein deutscher Jurist und Hochschullehrer.

## Leben
Von 1998 bis 2003 studierte Oster Rechtswissenschaft an der Johannes Gutenberg-Universität Mainz (erstes juristisches Staatsexamen). Nach dem Referendariat im Oberlandesgerichtsbezirk Koblenz legte er 2005 sein zweites juristisches Staatsexamen ab. In den Jahren 2006 und 2007 studierte er an der University of California Berkeley School of Law und erwarb den Abschluss eines Master of Laws (LL.M.). Von 2003 bis 2009 arbeitete er als wissenschaftlicher Mitarbeiter von Elke Gurlit an der Johannes Gutenberg-Universität Mainz. Dort wurde er 2009 zum Dr. iur. promoviert. Von 2009 bis 2013 war er der DAAD Lecturer in Law am King’s College London und von 2014 bis 2022 Assistant Professor für EU Law and Institutions an der Universität Leiden. Von 2009 bis 2021 war er zudem selbstständiger Rechtsanwalt. 2018 habilitierte er sich an der Philipps-Universität Marburg bei Georgios Gounalakis. Er erhielt eine Lehrberechtigung für die Fächer Bürgerliches Recht, Internationales Privatrecht, Rechtsvergleichung, Europarecht und Medienrecht. Seit 2022 ist er Inhaber der Professur für Bürgerliches Recht, Wirtschaftsrecht, Medienrecht, Daten- und Digitalisierungsrecht an der Universität Osnabrück. Er ist dort geschäftsführender Direktor des Instituts für Unternehmens- und Wirtschaftsrecht.
Oster hat Lehraufträge für Internationales und Vergleichendes Medienrecht an der Universität Luxemburg und für Urheber- und Medienrecht, IT-Recht und den Gewerblichen Rechtsschutz bei der Rechtsanwaltskammer Koblenz inne. Er hat Vorträge in Australien, Belgien, Deutschland, England, Finnland, Frankreich, Irland, Korea, Luxemburg, den Niederlanden, Schottland, der Türkei, den USA, Wales und Zypern gehalten. Oster ist Mitglied des Editorial Board der Zeitschrift Communication Law and Policy und Mitherausgeber der Zeitschrift UFITA Archiv für Medienrecht und Medienwissenschaft. Von September bis Dezember 2023 war er außerdem Mitglied der Ethikkommission des Österreichischen Rundfunks (ORF).
Oster forscht zu Rechtsfragen der Digitalisierung, insbesondere dem Recht der Künstlichen Intelligenz, zum Daten- und Informationsrecht sowie zum Medienrecht.
Er ist verheiratet und Vater von zwei Kindern.

## Schriften (Auswahl)
- Normative Ermächtigungen im Regulierungsrecht. Eine vergleichende Untersuchung behördlicher Entscheidungsspielräume in der deutschen und amerikanischen Netzinfrastrukturregulierung. Baden-Baden 2010, ISBN 978-3-8329-5000-2
- Kommunikationsdeliktsrecht. Eine transnationale Untersuchung am Beispiel des Ehrschutzes. Tübingen 2019, ISBN 3-16-156936-9
- Media Freedom as a Fundamental Right. Cambridge 2015, ISBN 978-1-107-09895-4
- European and International Media Law. Cambridge 2017, ISBN 978-1-107-02658-2